# Instituto Nicaragüense de Turismo
El Instituto Nicaragüense de Turismo (INTUR) es el organismo del Gobierno de Nicaragua encargado de promover el desarrollo del sector turístico del país. La titular del organismo es Anasha Campbell.